# Acropora dendrum
Acropora dendrum är en korallart som först beskrevs av Bassett-Smith 1890.  Acropora dendrum ingår i släktet Acropora och familjen Acroporidae. IUCN kategoriserar arten globalt som sårbar. Inga underarter finns listade i Catalogue of Life.